# 非戲院首映
非戲院首映是指在家庭影片格式上立即向公眾發布的電影，而不是戲院發布或電視廣播 。直接影片發布也為獨立電影製作人和小公司帶來了盈利。另外非戲院首映（擁有高調的明星）在全球創造超過5000萬美元的收入並不罕見。